# Ruellia rubra
Ruellia rubra là một loài thực vật có hoa trong họ Ô rô. Loài này được Aubl. miêu tả khoa học đầu tiên năm 1775.